# More.tv
more.tv — бывший российский онлайн-сервис, запущенный 24 сентября 2019 года «Национальной Медиа Группой». Создавал оригинальные проекты more originals, предоставлял контент платных телеканалов, иностранных теле- и киностудий, а также давал доступ к онлайн-трансляции эфирных и платных телеканалов.

## История
Онлайн-сервис more.tv основан на сервисе «Видеоморе», который развивался с 2010 года и транслировал контент «СТС Медиа». НМГ анонсировала переход на новую видеоплатформу в 2018 году. В 2019 году «Видеоморе» стал more.tv — виртуальным оператором ТВ, SVoD- и AVoD-контента. Владельцы телевизоров Samsung первыми среди пользователей платформ Smart TV получили доступ к новому онлайн-сервису more.tv. В 2020 году more.tv стал одним из первых онлайн-кинотеатров, на котором показали кинотеатральный релиз фильма. Так, 23 апреля на сервисе состоялась цифровая премьера киноленты «Спутник» в связи с приостановкой показов кинотеатрами из-за введения карантинных мер, направленных на борьбу с распространением коронавирусной инфекции.

## Контент
more.tv включает эксклюзивный контент и прямые эфиры популярных российских телеканалов, зарубежные премьеры сериалов и фильмов, собственные проекты в линейке more originals, а также прямые трансляции спортивных событий. Часть контента more.tv создаётся специально для онлайн-сервиса в рамках холдинга НМГ, а часть — закупается извне. Часть сериалов и шоу «СТС медиа» и НМГ пользователи могут смотреть до их выхода в телеэфир.
Сразу после запуска видеоплатформы на more.tv стартовали премьеры американской телесети FOX, телеканала Showtime, а также BBC и стримингового сервиса Hulu. В 2020 году платформа объявила о многолетнем соглашении с ViacomCBS Global Distribution Group, с которым more.tv стала эксклюзивным поставщиком сериалов ViacomCBS в России и странах СНГ, а также c голливудской компанией MGM и с европейской студией Fremantle.

### Эксклюзивные проекты
В рамках сделок с зарубежными и российскими студиями more.tv обладал эксклюзивными правами на показ таких фильмов и сериалов, как «Великая», «Рассказ служанки», «Фарго» и других проектов на территории России.

### Оригинальные проекты

#### Трудные подростки
Первым оригинальным проектом из линейки more originals стал экспериментальный сериал для молодой аудитории «Трудные подростки». Премьера первых двух серий состоялась 24 октября в сообществе more.tv в социальной сети «ВКонтакте». Первый сезон неоднократно попадал в тренды YouTube и собрал более 60 миллионов просмотров на more.tv, в сообществах сервиса во «ВКонтакте» и YouTube. 5 октября 2020 года проект продлили на 2 сезон, который менее чем за 2 месяца собрал 40 млн просмотров. 7 октября 2021 года вышел 3 сезон телесериала, набрав уже через неделю миллион просмотров. На октябрь 2021 года весь сериал собрал более 150 млн просмотров.

#### Чики
4 июня 2020 года на онлайн-сервисе вышло восьмисерийное драмеди «Чики» режиссёра Эдуарда Оганесяна с Ириной Горбачёвой, Ириной Носовой, Варварой Шмыковой, Алёной Михайловой и Антоном Лапенко в главных ролях. В день премьеры зрители увидели сразу два первых эпизода. Сериал создан кинокомпаний «НМГ Студия» и «Марс Медиа». После выхода сериала «Чики» мобильное приложение more.tv заняло лидирующую позицию в App Store среди видеосервисов, а также вторую строчку среди приложений в категории «развлечения». Сериал возглавил топ самых популярных проектов по запросам на «Кинопоиске» и независимый рейтинг портала Filmpro по популярности сериалов в интернете. За два месяца он собрал более 13 млн просмотров. За время трансляции «Чик» база платящих подписчиков сервиса выросла более чем в 2,5 раза. На июнь 2021 года сериал собрал более 38 млн просмотров.

#### Псих
Следующим оригинальным проектом видеоплатформы стал первый сериал Фёдора Бондарчука «Псих» по сценарию Паулины Андреевой с Константином Богомоловым, Олегом Меньшиковым, Еленой Лядовой, Розой Хайруллиной и Анной Чиповской в главных ролях. Проект произвели компания «НМГ Студия» и «Студия Видеопрокат». Премьера состоялась 5 ноября 2020 года.

#### Happy End
1 апреля 2021 года на онлайн-сервисе вышел восьмисерийный провокационный сериал о вебкам индустрии Happy End с Денисом Власенко и Леной Трониной в главных ролях. В первые 1,5 месяца после премьеры проект посмотрели более 2 млн человек. В 2022 году стало известно, что сериал продлевается на второй сезон.

#### Девяностые
Весной 2021 года видеоплатформа выпустила документальный проект «Девяностые» — многосерийный фильм журналиста Сергея Минаева. Эпизоды посвящены музыке, клубной культуре, выборам и рекламе того периода. Позже команда Минаева приступила к съёмкам нового документального проекта-продолжения «Нулевые».

#### Ваша честь
2 декабря 2021 года вышел восьмисерийный российский криминально-драматический сериал «Ваша честь». Производителями выступили «НМГ Студия» и Star Media Vision.

## Социальные проекты
Во 2 сезоне сериала «Трудные подростки» в начале каждой серии создатели показывали общероссийский номер телефона доверия для детей, подростков и их родителей. Количество звонков после выхода проекта выросло во много раз. Перед выпуском 3 сезона НМГ совместно с онлайн-сервисом more.tv и интернет-изданием об образовании и детях «Мел» анонсировали запуск чат-бота «Трудно подросткам». Новая технология призвана помочь подросткам в тяжёлых жизненных ситуациях.
К финалу проекта «Чики» НМГ и more.tv совместно с Консорциумом женских неправительственных объединений запустили социальную кампанию «Чики против насилия», чтобы привлечь внимание общества к проблеме домашнего насилия, а также к способам её решения. В рамках кампании последние серии «Чик» сопровождаются дисклеймером со всероссийским телефоном доверия для людей, столкнувшихся с физическим и психологическим насилием. С начала проведения кампании на телефон доверия поступило более 800 референтных звонков.
Онлайн-сервис сделал подборку социально значимого контента «Громко о важном», в которой пользователи могут найти глубокое кино, позволяющее задуматься над важными социальными вопросами. В подборку вошли фильмы и сериалы различных жанров: истории о любви к Родине, о силе духа, документальные фильмы и зарубежные хиты.

## Награды
- В июне 2021 года more.tv — номинант премии CIPR DIGITAL[22];
- В 2019 и 2020 годах сериал «Трудные подростки» — победитель российский премии в области веб-индустрии в номинации «Выбор прессы: Лучший интернет-сериал»[23];
- В 2020 году режиссёр сериала «Чики» Эдуард Оганесян — «Режиссёр года» на премии русскоязычной версии журнала GQ[24];
- В марте 2021 года сериал «Чики» — триумфатор церемонии вручения премии Ассоциации продюсеров кино и телевидения России. Он получил награды в пяти номинациях. Жюри назвало «Чик» лучшим сериалом, а также удостоило статуэтками режиссёра Эдуарда Оганесяна, саундтрек Сурена Томасяна и Ивана Дорна, операторскую работу и кастинг[25];
- В 2020 году за работу в проекте «Псих» Константин Богомолов — победитель в специальной номинации «Настоящий герой сериалов» от more.tv на премии русскоязычной версии GQ «Человек года 2020»[26];
- В 2020 году Вячеслав Муругов — «Продюсер года» на премии русскоязычной версии журнала GQ[27];
- В апреле 2021 года сериал «Хэппи-энд» попал в рейтинг самых ярких сериалов для молодежи Fresh TV Young Adult Content по версии The WIT. Также сериал вошёл: в шорт-лист ежегодной премии «Сделано в России» проекта «Сноб», в программы международных кинофестивалей Indie Gathering Film Festival как лучший ТВ-пилот или веб-эпизод и Bilbao International Digital Festival SeriesLand в основной конкурс[28].

## Бизнес-модель и показатели
Онлайн-сервис more.tv — виртуальный оператор ТВ, SVoD- и AVoD-контента, предлагающий возможности стриминга телеканалов через технологическое решение «ВИТРИНА ТВ». Контент more.tv доступен бесплатно по рекламной модели и по платной единой подписке за 299 рублей в месяц через браузер на стационарных компьютерах и ноутбуках, а также в приложениях для iOS, Android, Android TV и Apple TV, Samsung Smart TV и LG Smart TV (WebOS).
К концу 2022 года «Ростелеком» и НМГ планируют объединить онлайн-кинотеатры Wink и more.tv. В рамках совместного предприятия «Ростелеком» получит 70 %, НМГ — 30 %. 15 декабря 2023 года more.tv стал полностью частью проекта Wink.

## Руководство
В 2019 году генеральным директором компании «M3» стал Денис Горшков. При его руководстве запустились more.tv и собственная линейка сериалов онлайн-сервиса more originals. В декабре 2020 года новым гендиректором more.tv стала Лала Ахмедова. В её обязанности входило развитие и продвижение сервиса, наращивание абонентской базы и монетизация. В октябре 2021 года Лала Ахмедова перешла на пост замглавы «СТС Медиа» по спецпроектам, а позицию генерального директора more.tv занял Иван Гродецкий. Он отвечал за реализацию стратегии развития сервиса, его дистрибуцию и монетизацию. Гродецкий покинул пост в марте 2022 года.